# Półkula wodna
Półkula wodna – półkula Ziemi, która powstała w wyniku jej podziału w ten sposób, że na jednej z półkul udział obszarów wodnych jest największy. Natomiast na drugiej z nich, półkuli lądowej, jest maksymalny udział lądów.
Według obliczeń Boggsa z 1945 środek („biegun”) półkuli wodnej znajduje się w okolicach Wysp Bounty, na zachód od Nowej Zelandii, i ma współrzędne 47°13' S, 178°28' E. Na tak wyznaczonej półkuli morza i oceany zajmują aż 89% powierzchni, lądy zaledwie 11%.